# Venezuela na letních olympijských hrách
Venezuela na letních olympijských hrách startuje od roku 1932. Toto je přehled účastí, medailového zisku a vlajkonošů na dané sportovní události.

## Účast na Letních olympijských hrách
| Dějiště LOH            | LOH      | Vlajkonoš                          | Zlatá medaile | Stříbrná medaile | Bronzová medaile | Celkem |
| ---------------------- | -------- | ---------------------------------- | ------------- | ---------------- | ---------------- | ------ |
| 1932 Los Angeles       | LOH 1932 | nebyl                              |               |                  |                  | 0      |
| 1936 Německo           | 1936     |                                    |               |                  |                  | Ne     |
| 1948 Londýn            | LOH 1948 | nebyl                              |               |                  |                  | 0      |
| 1952 Helsinky          | LOH 1952 | nebyl                              |               |                  | 1                | 1      |
| 1956 Melbourne         | LOH 1956 | nebyl                              |               |                  |                  | 0      |
| 1960 Řím               | LOH 1960 | nebyl                              |               |                  | 1                | 1      |
| 1964 Tokio             | LOH 1964 | nebyl                              |               |                  |                  | 0      |
| 1968 Ciudad de México  | LOH 1968 | nebyl                              | 1             |                  |                  | 1      |
| 1972 Mnichov           | LOH 1972 | Francisco Rodríguez                |               |                  |                  | 0      |
| 1976 Montréal          | LOH 1976 | nebyl                              |               | 1                |                  | 1      |
| 1980 Moskva            | LOH 1980 | nebyl                              |               | 1                |                  | 1      |
| 1984 Los Angeles       | LOH 1984 | William Wuycke                     |               |                  | 3                | 3      |
| 1988 Soul              | LOH 1988 | Elizabeth Popper                   |               |                  |                  | 0      |
| 1992 Barcelona         | LOH 1992 | María Elena Giusti                 |               |                  |                  | 0      |
| 1996 Atlanta           | LOH 1996 | Francisco Sánchez                  |               |                  |                  | 0      |
| 2000 Sydney            | LOH 2000 | Adriana Carmona                    |               |                  |                  | 0      |
| 2004 Athény            | LOH 2004 | Julio César Luna                   |               |                  | 2                | 2      |
| 2008 Peking            | LOH 2008 | María Soto                         |               |                  | 1                | 1      |
| 2012 Londýn            | LOH 2012 | Fabiola Ramos                      | 1             |                  |                  | 1      |
| 2016 Rio de Janeiro    | LOH 2016 | Rubén Limardo                      | 0             | 1                | 2                | 3      |
| 2020 Tokio             | LOH 2020 | Antonio Díaz                       | 1             | 3                |                  | 4      |
| 2024 Paříž             | LOH 2024 | Anriquelis Barriosová Julio Mayora |               |                  |                  | 0      |
| Celkem                 | 21       |                                    | 3             | 7                | 9                | 19     |
| Zdroj na Olympedia.org |          |                                    |               |                  |                  |        |